# Manco Capac II
 (mars 2025).
Si vous disposez d'ouvrages ou d'articles de référence ou si vous connaissez des sites web de qualité traitant du thème abordé ici, merci de compléter l'article en donnant les références utiles à sa vérifiabilité et en les liant à la section « Notes et références ».
Manco Capac II, aussi appelé Manco Inca ou Manco II, est un fils de Huayna Capac et le demi-frère de Huascar et Atahualpa. C'est un kuraka (prince) qui appartient à la noblesse de Cuzco et fut du côté de Huascar pendant la guerre civile. C'est cette appartenance au clan cuzquien qui pousse les Espagnols à le choisir comme nouveau souverain du royaume après l'exécution d'Atahualpa. Manco Capac est couronné à Cuzco selon la coutume inca, en présence des conquistadors et de la noblesse du royaume. Des temps apaisés semblent s'ouvrir même si les Espagnols entendent bien garder le contrôle du royaume. 

## Biographie
Alors que Francisco Pizarro est occupé à fonder Lima et que Diego de Almagro est parti à la recherche d'un royaume riche à conquérir dans le sud du continent (1535-1536), les frères de Pizarro sont restés à Cuzco. Ils humilient publiquement le jeune Manco Capac et éveillent ainsi un sentiment d'indignation au sein de la noblesse de Cuzco. De même, les déprédations quotidiennes des Espagnols ulcèrent la population. 
À partir de 1536, Manco Capac, profitant de divisions entre les Espagnols et de leur petit nombre à Cuzco, organise secrètement la première rébellion contre les envahisseurs espagnols à travers tout le pays.
En peu de temps, Manco Capac, qui a quitté Cuzco sous un prétexte religieux, revient à la tête d'une armée parfaitement équipée dont on estime le nombre à environ 30 000 guerriers. Il campe dans la ville fortifiée d'Ollantaytambo d'où il va diriger le siège de Cuzco. Lorsque les Espagnols aperçoivent les troupes de Manco Capac aux abords de Cuzco, c'est une surprise totale : ils n'avaient rien décelé des préparatifs. À leur tour, des groupes de guerriers en armes provenant de toutes les provinces se joignent à l'armée qui déjà encercle la ville. Plus de cinquante mille guerriers assiègent Cuzco. Ce siège sanglant, qui dura huit mois, faillit aboutir à une victoire inca : les renforts envoyés de Lima sont écrasés par les tribus amérindiennes qui ont appris à connaître les Espagnols et soutenaient désormais les Incas. Traqués dans tout le pays, les Espagnols sont poursuivis jusqu'à Lima. Mais l'armée amérindienne, épuisée par un manque de denrées, se voit obligée de rompre le siège de Cuzco et de se replier. 
Voulant mettre fin aux hostilités dans une position encore avantageuse, Manco Inca propose à Francisco Pizarro une alliance pour récupérer le prestige et l'autorité perdue par le camp de l'Inca Huascar, mais en l'absence du conquistador, le pouvoir était détenu par son frère Hernando Pizarro qui avait succédé à son autre frère Juan Pizarro, tué lors du siège de la ville. 
De fait, Manco Inca fut capturé et emprisonné pour actes de rébellion, mais il réussit à s'enfuir en achetant sa liberté, en offrant une statue d'or massif de taille réelle. En fuyant vers Vilcabamba pour y trouver refuge, il suivit la route de Chinchero et traversa Ollantaytambo, où il fut rejoint par une troupe de cavaliers espagnols. Un violent combat s'engage, où Manco Inca écrase ses ennemis.
À Vilcabamba, Manco Inca démobilisa ses troupes et se réfugia dans les profondeurs de la jungle pour restaurer un État quechua. Il rétablit les rites incas et organise une nouvelle cour. Le règne des Incas se poursuit pendant une trentaine d'années dans la province de Vilcabamba. 
Après la fin de la guerre de résistance, la domination militaire des conquistadors espagnols s'amplifie au Pérou. Manco Inca n'est pas vaincu par les Espagnols mais il est assassiné en 1545 sur ordre d'un conquistador, le fils de Diego de Almagro qui lui tend un piège par trahison, en se faisant passer pour un ennemi des Espagnols cherchant refuge avec quelques partisans ; accueilli par Manco Inca, ils attendirent la première occasion pour l'assassiner. Après sa mort, son fils Sayri Tupac lui succède à Vilcabamba et la résistance inca initiée par Manco Capac II dure jusqu'en 1572 lorsque Tupac Amaru est capturé et tué à son tour par les Espagnols. 